# Mielinólise pontina central
A mielinólise pontina central é uma condição neurológica que envolve danos graves à bainha de mielina das células nervosas na ponte (uma área do tronco cerebral). Ela é predominantemente iatrogênica (induzida por tratamento) e é caracterizada por paralisia aguda, disfagia (dificuldade para engolir), disartria (dificuldade para falar) e outros sintomas neurológicos.
A mielinólise pontina central foi descrita pela primeira vez como um distúrbio em 1959. O artigo original descrevia quatro casos com desfechos fatais e os achados na autópsia. A doença foi descrita como uma doença relacionada ao alcoolismo e desnutrição. "Pontina central" indicava o local da lesão e "mielinólise" era usada para enfatizar que a mielina estava afetada. Os autores evitaram intencionalmente o termo "desmielinização" para descrever a condição, a fim de diferenciá-la da esclerose múltipla e de outros distúrbios neuroinflamatórios.
Desde essa descrição original, a desmielinização em outras áreas do sistema nervoso central associada ao estresse osmótico foi descrita fora da ponte (extrapontina). Síndrome de desmielinização osmótica é o termo usado tanto para a mielinólise pontina central (MPC) quanto para a mielinólise extrapontina (MEP).
A mielinólise pontina central apresenta-se mais comumente como uma complicação do tratamento de pacientes com hiponatremia profunda (baixo teor de sódio), que pode resultar de um espectro variado de condições, com base em diferentes mecanismos. Ocorre como consequência de um rápido aumento da tonicidade sérica após o tratamento em indivíduos com hiponatremia crônica grave que fizeram adaptações intracelulares à hipotonicidade prevalecente.

## Sinais e sintomas

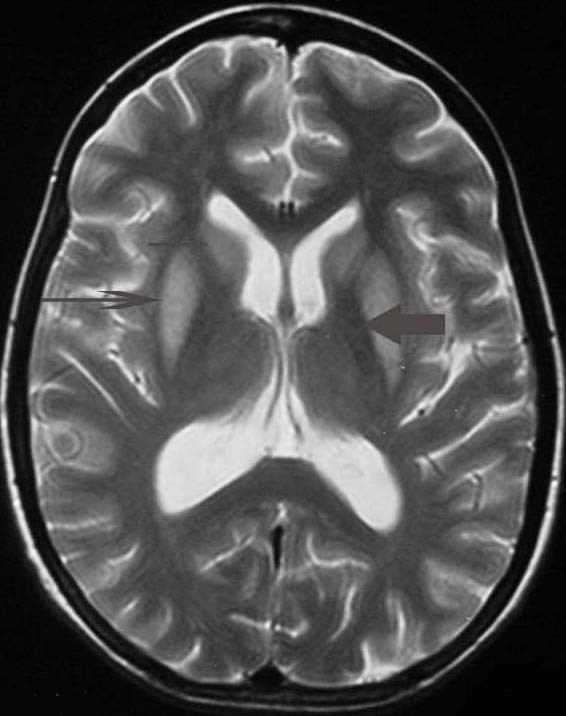
Imagem de ressonância magnética ponderada em T2 mostrando hiperintensidades simétricas bilateralmente no núcleo caudado (seta pequena e fina), putâmen (seta longa), com preservação do globo pálido (seta larga), sugestivo de mielinólise extrapontina (síndrome de desmielinização osmótica)

Os sintomas dependem das regiões do cérebro envolvidas. Antes de seu início, os pacientes podem apresentar sinais e sintomas neurológicos de encefalopatia hiponatrêmica, como náuseas e vômitos, confusão, dor de cabeça e convulsões. Esses sintomas podem desaparecer com a normalização da concentração de sódio sérico. Três a cinco dias depois, ocorre uma segunda fase de manifestações neurológicas, correlacionada com o início da mielinólise. Os precursores imediatos observáveis podem incluir convulsões, distúrbios da consciência, alterações no caminhar e diminuição ou interrupção da função respiratória.
A apresentação clínica clássica é o desenvolvimento progressivo de quadriparesia espástica, paralisia pseudobulbar e labilidade emocional (afeto pseudobulbar), com outras características neurológicas mais variáveis associadas à lesão do tronco cerebral. Essas características resultam de uma rápida mielinólise dos tratos corticobulbar e corticoespinhal no tronco cerebral.
Em cerca de dez por cento das pessoas com mielinólise pontina central, também é encontrada mielinólise extrapontina. Nesses casos, podem ser gerados sintomas da doença de Parkinson.

## Causas

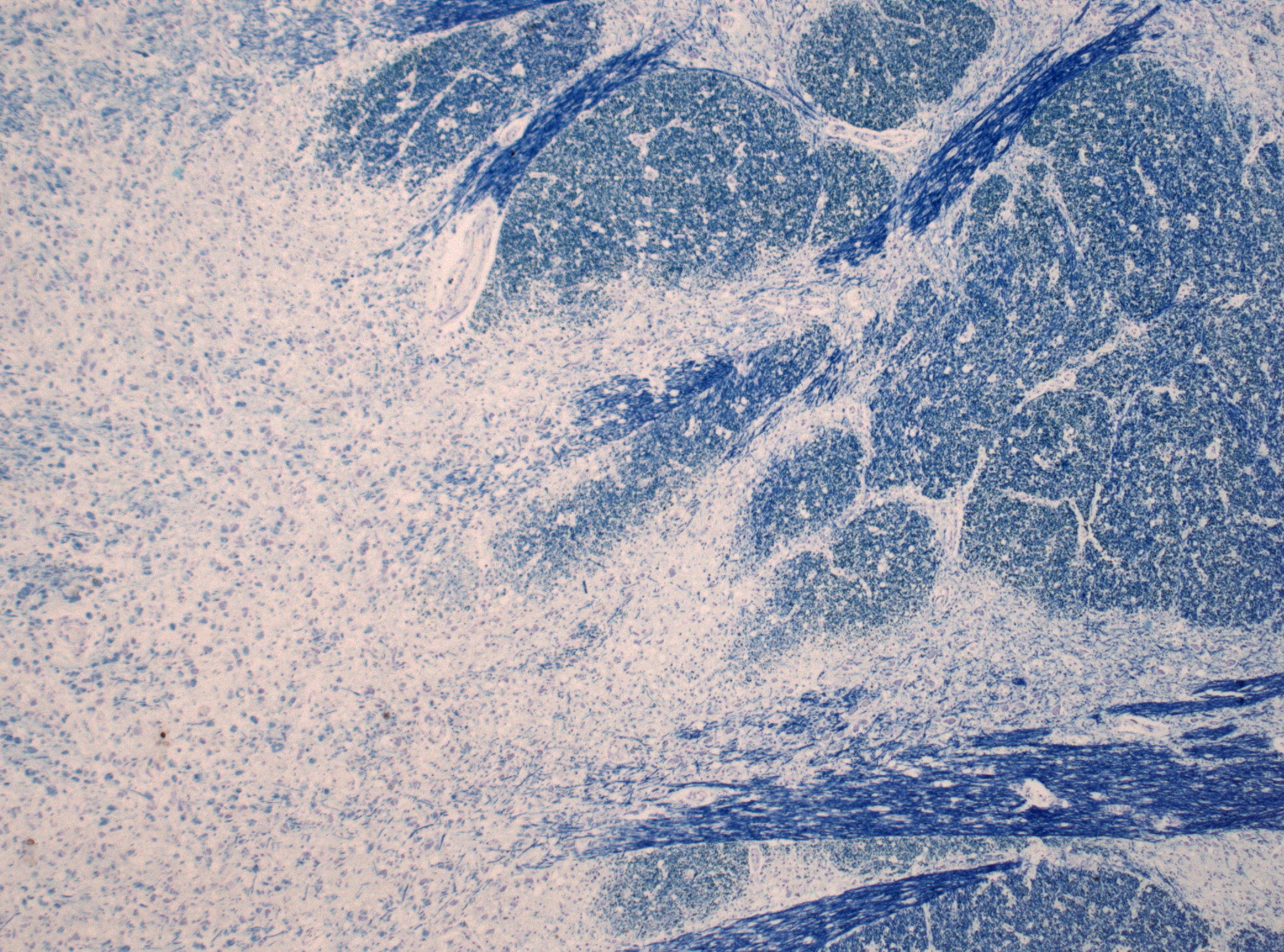
Perda de fibras mielinizadas na parte basilar da ponte no tronco encefálico (coloração Luxol-Fast blue)

A causa mais comum é a correção excessivamente rápida de níveis baixos de sódio no sangue (hiponatremia). Além da correção rápida da hiponatremia, há relatos de casos de mielinólise pontina central em associação com hipocalemia, anorexia nervosa quando a alimentação é iniciada, pacientes em diálise e vítimas de queimaduras. Há um relato de caso de mielinólise pontina central ocorrendo no contexto da síndrome de realimentação, na ausência de hiponatremia.
Sabe-se também que ocorre em pacientes que sofrem de sintomas de abstinência do alcoolismo crônico. Nesses casos, a ocorrência pode não estar totalmente relacionada à hiponatremia ou à correção rápida da hiponatremia. Pode afetar pacientes que tomam alguns medicamentos prescritos capazes de atravessar a barreira hematoencefálica e causar uma recepção anormal da sede - nesse cenário, a mielinólise pontina central é causada por polidipsia, levando a baixos níveis de sódio no sangue (hiponatremia).
Em pacientes esquizofrênicos com polidipsia psicogênica, a recepção inadequada da sede leva à ingestão excessiva de água, diluindo gravemente o sódio sérico. Com essa sede excessiva combinada com sintomas psicóticos, danos cerebrais como a mielinólise pontina central podem resultar da hiperosmolaridade causada pela ingestão excessiva de líquidos (polidipsia primária), embora isso seja difícil de determinar porque esses pacientes geralmente são institucionalizados e têm um longo histórico de problemas de saúde mental.
Foi observada após o transplante de células-tronco hematopoiéticas.
A mielinólise pontina central também pode ocorrer em pacientes propensos à hiponatremia afetados por:
- Doença hepática grave (por exemplo, cirrose)
- Transplante de fígado[15][16][17]
- Alcoolismo
- Hipocalemia
- Pessoas com sódio sérico <105 mEq/L
- Queimaduras graves[18][19]
- Desnutrição
- Anorexia nervosa[20][21][22]
- Distúrbios eletrolíticos graves
- HIV/AIDS
- Hiperêmese gravídica[23][24]
- Hiponatremia devido à diálise peritoneal
- Encefalopatia de Wernicke[25]

## Fisiopatologia
A teoria atualmente aceita afirma que as células cerebrais ajustam suas osmolaridades alterando os níveis de determinados osmólitos, como inositol, betaína e glutamina, em resposta à variação da osmolalidade sérica. No contexto do baixo nível crônico de sódio plasmático (hiponatremia), o cérebro compensa diminuindo os níveis desses osmólitos dentro das células, para que elas possam permanecer relativamente isotônicas em relação ao ambiente e não absorver muito líquido. O inverso é verdadeiro na hipernatremia, na qual as células aumentam seus osmólitos intracelulares para não perder muito fluido para o espaço extracelular.
Com a correção da hiponatremia com fluidos intravenosos, a tonicidade extracelular aumenta, seguida por um aumento na tonicidade intracelular. Quando a correção é muito rápida, não há tempo suficiente para que as células cerebrais se ajustem à nova tonicidade, ou seja, aumentando os osmoles intracelulares mencionados anteriormente. Se os níveis de sódio sérico subirem muito rapidamente, o aumento da tonicidade extracelular continuará a expulsar a água das células do cérebro. Isso pode levar à disfunção celular e à mielinólise pontina central.

## Diagnóstico
Pode ser diagnosticado clinicamente no contexto apropriado, mas pode ser difícil de confirmar radiologicamente usando técnicas de imagem convencionais. As alterações são mais proeminentes na ressonância magnética (RM) do que na tomografia computadorizada (TC), mas geralmente levam dias ou semanas após o início dos sintomas agudos. A imagem por RM normalmente demonstra áreas de hiperintensidade em imagens ponderadas em T2.

## Tratamento
Para minimizar o risco de desenvolvimento dessa condição a partir da reversão excessivamente rápida da hiponatremia, sua causa mais comum, a hiponatremia deve ser corrigida a uma taxa que não exceda 10 mmol/L/24 horas ou 0,5 mEq/L/h ou 18 mEq/L/48 horas, evitando assim a desmielinização. Não foram realizados grandes estudos clínicos para examinar a eficácia da redução terapêutica do sódio sérico ou outras intervenções às vezes defendidas, como esteroides ou troca de plasma. Os pacientes alcoólatras devem receber suplementação vitamínica e uma avaliação formal de seu estado nutricional.
Uma vez iniciada a desmielinização osmótica, não há cura ou tratamento específico. Os cuidados são principalmente de apoio. Os alcoólatras geralmente recebem vitaminas para corrigir outras deficiências. Os fatores favoráveis que contribuíram para o bom resultado da mielinólise pontina central sem hiponatremia foram: tratamento concomitante de todos os distúrbios eletrolíticos, envolvimento precoce da unidade de terapia intensiva no surgimento de complicações respiratórias, introdução precoce de alimentação, incluindo suplementos de tiamina, com monitoramento rigoroso das alterações eletrolíticas e insumos.
A pesquisa levou a melhores resultados. Estudos em animais sugerem que o inositol reduz a gravidade da síndrome de desmielinização osmótica se administrado antes da tentativa de corrigir a hiponatremia crônica. São necessários mais estudos antes de usar o inositol em humanos para essa finalidade.

## Prognóstico
Embora tradicionalmente o prognóstico seja considerado ruim, é possível ter uma boa recuperação funcional. Todos os pacientes com risco de desenvolver a síndrome de realimentação devem ter seus eletrólitos monitorados de perto, incluindo sódio, potássio, magnésio, glicose e fosfato. Dados recentes indicam que o prognóstico de pacientes gravemente enfermos pode até ser melhor do que o geralmente considerado, apesar das manifestações clínicas iniciais graves e da tendência dos intensivistas de subestimar uma possível evolução favorável. Embora alguns pacientes morram, a maioria sobrevive e, entre os sobreviventes, aproximadamente um terço se recupera; um terço fica incapacitado, mas consegue viver de forma independente; um terço fica gravemente incapacitado. As incapacidades permanentes variam de pequenos tremores e ataxia a sinais de danos cerebrais graves, como quadriparesia espástica e síndrome do encarceramento.
O grau de recuperação depende da extensão do dano axonal original.